# Algorytm Rabina
Algorytm Rabina – asymetryczny szyfr, którego bezpieczeństwo oparte jest na trudności obliczenia pierwiastków kwadratowych modulo liczba złożona. Kluczem tajnym są dwie duże liczby pierwsze {\displaystyle p} i {\displaystyle q,} wybrane w taki sposób, że {\displaystyle p\equiv 3{\pmod {4}}} oraz {\displaystyle q\equiv 3{\pmod {4}}.} Klucz publiczny jest iloczynem wybranych liczb pierwszych: {\displaystyle n=pq}.